# Kommunalisierung
Kommunalisierung bezeichnet die Übertragung von bisher von anderen Hoheitsträgern wahrgenommenen öffentlichen Aufgaben auf kommunale Verwaltungsträger (z. B. Landkreise, Städte und Gemeinden) sowie Umwandlung von Landeseigentum in städtisches Eigentum, Letzteres z. B. durch den vollständigen Verkauf eines Landesbetriebs an eine Stadt. Eine alternative Bezeichnung ist Verstadtlichung. 

## Kommunalisierungsgrad
Der Anteil der Gemeindeausgaben an den gesamten öffentlichen Ausgaben wird auch als Kommunalisierungsgrad bezeichnet. Hinsichtlich des Kommunalisierungsgrades befindet sich die föderal gegliederte Bundesrepublik Deutschland im europäischen Mittelfeld, deutlich vor dem zentralistischen Frankreich, aber weit hinter dem unitarischen, zugleich aber stark dezentralisierten Schweden.

## Formen der Kommunalisierung
Von einer echten Kommunalisierung wird gesprochen, wenn die Aufgabenübertragung dazu führt, dass die Zuständigkeit für die Aufgabe in rechtlicher Hinsicht auf den kommunalen Verwaltungsträger übergeht. Im Rahmen einer Funktionalreform kommt auch eine Übertragung von Aufgaben auf Landräte und Bürgermeister im Wege der Organleihe in Betracht. In diesem Fall bleibt die Landesverwaltung in rechtlicher Hinsicht zuständig.

## Beispiele für Kommunalisierungen
In Hessen wurde zwischen 2002 und 2005 die ehemals landeseigenen Kurbetriebe des Landesbetriebs Hessische Staatsbäder in Bad Nauheim, Schlangenbad, Bad Schwalbach und anderen Kurorten in kommunale Betriebe umgewandelt.
Nach der Wende wurde durch die Treuhandanstalt die Kommunalisierung im Energiebereich durchgeführt.